# Jean Ping
Jean Ping (Omboué, 24 novembre 1942) è un diplomatico e politico gabonese.

## Biografia
Figlio di un commerciante cinese immigrato in Gabon negli anni 30 del XX secolo e di una gabonese figlia di un capo tribù. Inizia l'attività diplomatica nel 1972 all'UNESCO dove dal 1978 al 1984 diviene rappresentante ufficiale per il Gabon. Fra il 1990 e il 1998 è stato ministro in vari dicasteri tecnici del suo paese. Nel 1999 diviene ministro degli esteri del Gabon, carica che mantiene fino al 2008. Contemporaneamente ha ricoperto l'incarico di presidente dell'assemblea generale delle Nazioni unite dal 2004 al 2005. Fra il 2008 e il 2012 è stato presidente dell'Unione Africana e del New Partnership for Africa's Development.